# Computing machinery and intelligence
Computing Machinery and Intelligence (en español, "Maquinaria computacional e inteligencia") es un artículo académico escrito por  Alan Turing sobre la inteligencia artificial. Publicado en 1950 en la revista Mind, fue el primero en presentar al público lo que hoy se conoce como prueba de Turing.
El ensayo considera la siguiente cuestión: «¿Pueden pensar las máquinas?» Dado que las palabras pensar y máquina no pueden definirse para todas las personas, Turing sugiere «reemplazar la pregunta por otra que sea redactada en palabras relativamente claras y sin ambigüedades». Para hacer esto, tiene que encontrar una manera simple de reemplazar el vocablo «pensar» y posteriormente se debe definir con exactitud la palabra «máquina» para no dejar dudas sobre su significado y el que tiene en el artículo.[cita requerida]

## Prueba de Turing

La «interpretación paradigmática» de la prueba de Turing, en la cual el interrogador debe determinar cual jugador es humano y cual es una computadora.

Más que tratar de determinar si una máquina está pensando, Turing sugiere que debemos preguntarnos si una máquina puede ganar un juego llamado "El Juego de la Imitación". El Juego de la Imitación, tal como Turing lo describe consiste es un simple juego por turnos en el que participan tres jugadores. El jugador A es un hombre, el jugador B es una mujer y el jugador C ( que cumple con el papel del interrogador) puede ser de cualquier sexo. En el Juego de la Imitación el jugador C no puede ver ni al jugador A ni al B (Solo los conoce por X y Y); éste se puede comunicar con ellos solo por medio de notas escritas u otra forma que no de detalles sobre su género. Mediante preguntas sobre el jugador A y el jugador B, el jugador C trata de determinar cual es hombre y cual es mujer. El rol del jugador A es llevar al interrogador a tomar la decisión incorrecta, mientras que el jugador B trata de ayudarlo a tomar la decisión correcta. 
Turing propone una variación de este juego que involucre  a una computadora: "¿Qué pasa cuando una máquina toma el papel del jugador A en este juego?". ¿El interrogador decidirá equivocadamente tan seguido como cuando el juego es jugado por un hombre y una mujer? Estas preguntas reemplazan la pregunta original, ¿los ordenadores pueden pensar?" Así mismo, el juego modificado se convierte en uno donde los tres participantes se encuentran en cuartos aislados: una computadora (que será el sujeto de prueba), un humano y un juez (humano). El juez puede conversar tanto con el ordenador como con el humano mediante escritura en una terminal. Tanto la computadora como el jugador B tratarán de convencer al juez de que son humanos. Si el juez no puede decir quién es quién de manera consistente, la computadora gana el juego.
Como señala Stevan Harnad la pregunta se ha convertido en "¿Pueden las máquinas hacer lo que nosotros (como entidades pensantes) podemos hacer?"  En otras palabras, Turing ya no se pregunta si una máquina puede pensar; él se pregunta si una máquina puede actuar indistintamente a la forma como lo hace un pensador. La pregunta evita el problema filosófico de definir el verbo pensar y se enfoca en evaluar las capacidades que el pensar hace posible. 
Varios han interpretado la pregunta de Turing como "¿Puede una computadora, al comunicarse a través de una terminal, engañar a una persona de que es humana?" , aunque parece claro que Turing no hablaba de engañar personas, sino de generar capacidades cognitivas.

## Máquinas digitales
Turing también destaca que necesitamos determinar qué máquinas queremos considerar. Señala que un clon de humano, aunque sea hecho por el hombre,  no aportaría un ejemplo interesante. Turing sugiere que debemos enfocarnos en las capacidades de los sistemas digitales, refiriéndose a máquinas que pueden manipular los dígitos binarios y reescribirlos en la memoria usando simples reglas. Da dos razones para ello:
Primero, no hay razón para especular sobre si existen o no existen, pues ya existían en 1950. 
Segundo, los sistemas digital son universales. La investigación de Turing en los fundamentos de la computación había probado que una máquina digital, en teoría, puede simular el comportamiento de cualquier otro sistema digital, teniendo una cantidad suficiente de tiempo y memoria. Por lo tanto, si una máquina digital puede actuar como si estuviera pensando, entonces cualquier máquina digital lo podría hacer. Turing escribe, "Todas las máquinas digitales son en un sentido equivalentes"
Esto permite que la pregunta original sea aún más específica. Turing ahora dice la pregunta original como "Prestemos nuestra atención en una máquina digital particular C. Es verdad que modificando esta computadora tendremos un adecuado funcionamiento, incrementando su velocidad de acción y proveyéndola de un programa apropiado, C puede jugar satisfactoriamente la parte de A en el juego de la imitación"
Por lo tanto Turing dice que donde debemos enfocarnos no es en tanto en como las computadoras pueden tener éxito en el juego, si no en como las computadora harán esto posible. Lo que es más importante es considerar los avances posibles en el estado de nuestras máquinas hoy en día, independientemente de si tenemos o no disponibles los recursos para hacerlo.

## Nueve objeciones comunes
Una vez clarificada la pregunta, Turing la responde. Considera las siguientes nueve objeciones comunes, las cuales incluyen los principales argumentos en contra de la inteligencia artificial que se mostraron en los años posteriores a la publicación del artículo.
1. Objeción religiosa: Afirma que pensar es una función del alma inmortal del humano, por lo tanto una máquina no podría pensar. "En el intento de construir estas máquinas", escribe Turing, "no debemos usurpar su poder [de Dios] para crear almas, más de lo que ya hacemos en la procreación de los niños; en lugar de eso somos instrumentos de la voluntad de Dios para proveer de mansiones para las almas que él crea".
2. Objeción de la cabeza en la tierra: "Las consecuencias de que las máquinas puedan pensar son terribles. Mejor hay que dejar y esperar a que eso nunca pase" Este es el pensamiento popular acerca de la gente intelectual, que continuamente creen que la superioridad viene de inteligencia más alta y la posibilidad de ser tomada como un peligro (como las máquinas tienen una memoria suficiente junto a sus capacidades de procesamiento sus capacidades de aprender son muy altas). Esta objeción es una falacia que apela a las consecuencias, confundiendo entre lo que no se debe hacer contra lo que no se puede hacer (Wardrip-Fruin, 56).
3. Objeciones matemáticas:  Esta objeción usa teoremas matemáticos, como el teorema de la incompletitud de Gödel, para mostrar que hay límites para las preguntas que una computadora puede responder. Turing sugiere que los mismos humanos se equivocan demasiado a menudo y nos complacería la falibilidad de una máquina (Este argumento sería desarrollado de nuevo por el filósofo John Lucas en 1961 y el físico Roger Penrose en 1989).[11]
4. Argumento de la consciencia:  Este argumento sugerido por el profesor Geoffrey Jefferson en su "Lister Oration" de 1949 menciona que "Hasta que una máquina pueda escribir un soneto o componer un concierto debido a sus emociones sentidas, no por una secuencia de símbolos, podemos decir que la máquina imita el cerebro humano[12]  Turing responde diciendo que no tenemos forma de saber los sentimientos de otras personas, más que los de uno mismo, por lo tanto deberíamos aceptar la prueba. Añade diciendo "No deseo dar la impresión que pienso que no hay misterio sobre la consciencia ... sin embargo no veo que estos misterios tengan que ser resueltos antes de contestar la pregunta [Si las máquinas pueden pensar]" (Este argumento, que las computadoras no pueden tener experiencias conscientes o ser entendidas fue hecha en 1980 por el filósofo John Searle en su argumento del Cuarto Chino. Turing responde diciendo que hay otras mentes que pueden responder. Se puede ver también  ¿Puede una máquina tener una mente? en la filosofía de la IA).[13]
5. Argumentos sobre varias incapacidades : Estos argumento tienen la forma de "Una computadora nunca hará tal cosa" Turing ofrece una solución a este problema: «ser amable, ingenioso, hermoso, agradable, tener iniciativa, tener un sentido del humor, distinguir el bien del mal, cometer errores, enamorarse, disfrutar de las fresas con nata, hacer que alguien se enamore de él, aprender de la experiencia, utilizar palabras correctamente, ser el sujeto de su propio pensamiento, tener tanta diversidad de comportamiento como un hombre, hacer algo realmente nuevo». Las notas de Turing que no soportan lo que usualmente es ofrecido por estas sentencias. Y estas dependen de suposiciones inocentes acerca de que tan versátiles pueden ser las máquinas en el futuro o si son formas disfrazadas de la consciencia. Turing escogió responder unas de estas preguntas. 
  1. Las máquinas no pueden cometer errores. Él nota que es fácil programar una máquina para hacer parecer que ha cometido un error
  2. Una máquina no puede ser consciente de ella misma. Un programa puede reportar sus procesos internos y sus procesos externos en el simple sentido de un Debugger. Turing dice que inequívocamente una máquina si puede ser consciente de sus procesos internos.
  3. Una máquina no puede tener mucha diversidad de comportamiento. Turing nota que con suficiente capacidad de almacenamiento las máquinas pueden comportarse de una manera infinita de formas.
6. Objeción de Ada Lovelace:  Una de las objeciones dice que los ordenadores no son capaces de tener originalidad. Esto es principalmente porque, según Ada Lovelace, las máquinas no pueden aprender independientemente.La máquina analítica no tiene aspiraciones  de ser original en algo. Puede hacer lo que sea que le ordene o programe hacer y como se le ordene hacer. Puede seguir análisis, pero no puede anticipar análisis de información que no se tiene. Turing sugiere que la objeción de Lovelace puede ser reducida a una aserción donde las computadoras nunca nos pueden tomar por sorpresa y argumenta que, al contrario las computadoras aún pueden sorprender a los humanos, en particular donde las consecuencias son diferentes a los hechos que no son inmediatamente reconocibles. Turing de igual forma argumenta que Lady Lovelace estaba envuelta en el contexto en el cual escribió esta objeción y no estaba expuesta al conocimiento matemático y computacional del tiempo de Turing, el cual dice que el cerebro humano es similar a una computadora.
7. Argumento de la continuidad en el sistema nervioso: La investigación neurológica moderna ha mostrado que el cerebro no es digital. A pesar de que las neuronas reaccionan en impulsos eléctricos de todo o nada, tanto el pulso como la probabilidad de que ocurra tiene componentes análogos. Turing reconoce esto, pero argumenta que en cualquier sistema análogo puede ser simulado con aparente semejanza por cualquier ordenador.[14]
8. Argumento de la informalidad del comportamiento: Este argumento dice que cualquier sistema gobernado por leyes será predecible por las leyes y por lo tanto no será realmente inteligente. Turing menciona que es confuso que las leyes del comportamiento con las leyes de conducta general puede hacer que una computadora sea realmente predecible. De igual forma argumenta que el que no podemos ver las leyes no significa que estas no existan. Él escribe «definitivamente no conocemos ninguna circunstancia en la cual pudiéramos decir "ya hemos buscado suficiente, no existen tales leyes"».
9. Argumento extra-sensorial.

## Aprendizaje de máquinas
En la sección final del documento, Turing detalla sus pensamientos acerca de las máquinas que pueden jugar el juego de la imitación satisfactoriamente.
Aquí Turing regresa a la objeción de Lady Lovelance donde la máquina solo puede hacer lo que le ordenan y hace una comparación de la situación como si un humano le inyectara una idea a la máquina la cual hace que responda y caiga en un estado de quietud. Turing extiende este pensamiento en una analogía a una pila atómica de un tamaño críticamente menor considerada al de la máquina y una inyección de idea equivale a un neutrón entrando en la pila, el neutrón causaría cierta molestia y ruido que eventualmente se desvanecerá. Turing construye una analogía que menciona el tamaño de la pila es suficientemente largo para que un neutrón pueda entrar sin causas ruido o molestia, así la pila podría incrementarse hasta destruirse, eso significaría que la pila sería supercrítica. Turing se pregunta si esta pila puede ser extendida a un humano y por lo tanto a una máquina. Concluye diciendo que tal analogía puede ser adaptada a la naturaleza humana y su mente  "No parece haber una para la mente humana . La mayoría de ellos parecen ser " subcrítico ", es decir, que corresponde en esta analogía con pilas de tamaño subcrítico . Una idea presentada a tal mente se dan en medio de la altura de menos de una idea en la respuesta. Una proporción pequeña son supercrítico. Una idea presentada a una mente de tal manera que pueda dar lugar a una "teoría " Todo consiste en ideas secundarias , terciarias y más remotas". Finalmente pregunta si una máquina puede ser supercrítica. 
Turing luego menciona que la tarea de crear una máquina que pueda jugar al juego de la imitación es una que programa y postula puede ser tecnológicamente posible al terminar el siglo, posteriormente menciona que en el proceso de hacer que imite a un adulto humano se convierte importante considerar procesos que pueden hacer que la mente humana llegue a su estado actual, estos procesos los resume en los siguientes:
1. El estado inicial de la mente, es decir el nacimiento.
2. La educación a la que uno es expuesto
3. Otras experiencias que no se describen como educación, sin embargo también se está expuesto.
Dado el proceso que él sugiere que sería más apropiado de un programa de niños en lugar de una mente adulta . El piensa que un niño es como comprar un cuaderno nuevo y especula que debido a su simplicidad sería más fácil de ser programado. El problema sería cuando se divide en dos partes, que es programar la mente del niño y su procesos de educación. Menciona no es lo que el programador en un inicio quisiera experimentar en un primer inicio, el proceso de aprendizaje involucra un método donde hay castigos y recompensas que deben ser puestos en patrones específicos en la mente del niño, todo este proceso Turing menciona que es similar a la evolución por selección natural, por ejemplo las similitudes son las siguientes: 
Estructura del niño como máquina = material hereditario
Cambios en la mente del niño = mutaciones
Selección natural = juicio del experimentador
Siguiendo con la discusión Turing dicta los aspectos del aprendizaje automático:  
- Naturaleza de la complejidad heredada:  La máquina niño puede ser tan simple como sea posible, con que tenga consistencia con los principios generales o  puede ser completada con un sistema lógico que tiene una interfaz programada en él. Este sistema que generalmente es muy complejo es explicado por Turing "Puede ser que la máquina sea largamente ocupada por definiciones y preposiciones. Las proposiciones tienen varios tipos de estatus, por ejemplo hechos bien establecidos, conjeturas matemáticas que prueban teoremas, hechos dados por las autoridades, expresiones que tienen forma lógica pero un sistema de creencias. Ciertas proposiciones pueden ser descritas como imperativas. La máquina estará construida de tal forma que esa bien establecida y la acción tome lugar" Aparte de eso, en este sistema construido desde la lógica la inferencia lógica programada no es formal, si no más pragmático, en cierta adición la lógica está basada en inducción científica.

- Ignorancia del experimentador: Una característica importante de una máquina con aprendizaje que Turing apunta es la ignorancia de enseñarle a las máquina sobre sus procesos internos durante el proceso de aprendizaje. Esto es en contraste a una máquina de estados convencional donde el objetivo es tener un claro entendimiento de los estados internos de la máquina durante cada momento de la computación. Esta máquina vería como hacer las cosas para que tengan sentido o sea algo completamente aleatorio. Turing menciona que este puede convertirse en algo determinístico o convencional de la computación.

- La importancia de esta conducta aleatoria es bastante importante, a través de las precauciones que Turing tomo al involucra un elemento aleatoria en una máquina que aprenda de forma aleatoria que puede tener un valor en el sistema. De igual forma menciona que este puede ser el valor donde se tengan múltiples respuestas o las que se tengan se aproximen a un sistema que investigue bastantes soluciones insatisfactorias a un problema de antes para poder encontrar una solución óptima al proceso ineficiente. Turing de igual forma menciona que el proceso de evolución toma lugar en múltiples mutaciones aleatoria que encuentra una solución a algún beneficio de un organismo, pero también admite que en caso de evolución sistemática se encuentre un método de no hacer lo posible

Turing concluye por especulaciones acerca del tiempo en que las máquinas compitan con los humanos por tareas intelectuales y sugiere tareas por las que podrían empezar. Turing sugiere tareas abstractas como jugar ajedrez, el cual sería un buen método para iniciar o algún otro método como enseñar a que entienda el inglés. 
A través de un examen oficial en el desarrollo de la Inteligencia artificial, se ha revelado que una máquina de aprendizaje haga una tarea abstracta, tal es el caso de Deep Blue, una computadora desarrollada por IBM que puede jugar y ganarle al campeón mundial de ajedrez  Gari Kaspárov (a pesar de que fue muy controversial) y los numerosos programas de juego en ajedrez pueden ser ganados por amateurs Como una segunda sugerencia Turing dice que ha sido indicado por varios autores a llamar a un simulacro de desarrollo cognitiva Apenas se comienzan a realizar intentos de encontrar los algoritmos con los cuales los niños aprenden acerca del mundo que los rodea.